# Dianthus woroschilovii
Dianthus woroschilovii är en nejlikväxtart som beskrevs av Vyacheslav Yuryevich Barkalov och Prob. Dianthus woroschilovii ingår i släktet nejlikor, och familjen nejlikväxter. Inga underarter finns listade i Catalogue of Life.